# Comitatul Rio Blanco, Colorado
Comitatul Rio Blanco (conform originalului, Rio Blanco County) este cel de-al șaselea comitat ca mărime din cele 64 de comitate ale statului Colorado, Statele Unite ale Americii. Populația comitatului fusese de 6.666 de locuitori la data recensământului din anul 2010. Numele comitatului provine din spaniolă însemnând Râul Alb, conform cu White River⁠(en)[traduceți] care trece prin comitat. Reședința comitatului este localitatea Meeker.

## Geografie

### Comitate vecine
- Moffat County, Colorado - nord
- Routt County, Colorado - nord-est, est
- Garfield County, Colorado - sud
- Uintah County, Utah - vest

## Orașe și târguri
- Meeker
- Rangely